# Масимо Морати
Масимо Морати (Massimo Moratti) е италиански бизнесмен, нефтен магнат. Той е собственик и президент на футболен клуб Интер от Серия А в периода 1995-2004 и от 2006 г., както и главен изпълнителен директор на „Saras SpA“.

## Биография
Масимо е четвъртият син на бившия собственик и президент на Интер през „Златната ера“ от 1955 до 1968 година Анджело Морати. Баща на пет деца, той има амбицията да върне Интер на върха и да постигне успехите, реализирани при управлението на своя баща. Фамилията Морати държи около 70 процента от акциите на Интер. Настоящият президент е собственик на компанията за дистрибуция на петролни продукти „Сарас“. Десет процента от акциите са притежание на спонсора — производителя на гуми Пирели.
Под неговото управление Интер е спечелил 1 Купа на УЕФА (1998), 5 шампионски титли в Серия А (2006, 2007, 2008, 2009, 2010), 3 Купи на Италия (2005, 2006, 2010), 3 Суперкупи на Италия (2005, 2006, 2008) и веднъж Шампионската лига (2010). Победата в „Скудетото“ през 2005-06 е оспорвана. Тогава Интер завършва трети в Серия А, но получава приза след наказанието на Ювентус и Милан след скандал за уредени мачове.
До 2008 г. Масимо Морати е изразходил за трансфери около 300 милиона щатски долара. В това отношение заема второ място в света след собственика на Челси Роман Абрамович.
Сменя редица старши треньори, последният от които е Жозе Моуриньо. През юли 1999 г. Морати подобрява тогавашния световен рекорд на трансферния пазар, като закупува за рекордните €48 милиона голмайстора Кристиан Виери. Сред многобройните му скъпи трансфери са още Роналдо, Адриано, Ернан Креспо, Златан Ибрахимович, Луиш Фиго, Хулио Крус, Патрик Виейра, Николас Бурдисо и Хуан Себастиан Верон.